# Microextraction sur phase solide

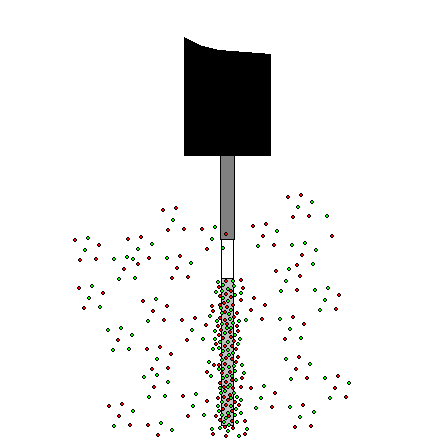
fibre SPME en cours d'extraction

La microextraction sur phase solide (SPME, Solid phase microextraction) est une technique d'extraction en phase solide, proposée au début des années 1990 par Janusz Pawliszyn à l'université de Waterloo. Elle permet de réaliser une extraction et une concentration de composés qui se trouvent à l'état de traces dans un liquide ou un gaz.

## Principe
Le support est une fibre en silice ou en verre fondue, placée à l'intérieur d'une aiguille creuse amovible. Sur cette fibre est greffée une phase stationnaire, qui détermine la capacité d'extraction.

### Extraction
La fibre est plongée dans la solution à analyser (on parle d'immersion de la fibre) ou dans l'espace de tête au-dessus de la solution (on parle d'extraction head space).
Les analytes vont être progressivement adsorbés par la phase stationnaire.

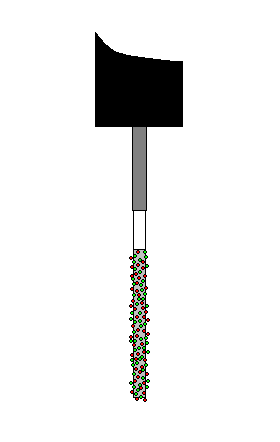
fibre SPME en fin d'extraction

Après un temps suffisant appelé temps d'équilibration, il s'établit un équilibre de partage entre la phase solide constituée par la fibre et la phase gazeuse ou liquide.
La fibre est ensuite rétractée dans l'aiguille, retirée de l'échantillon.

### Désorption
La fibre peut être désorbée :
- dans un chromatographe en phase gazeuse : la fibre est abaissée dans l'injecteur chaud du chromatographe, les analytes sont thermiquement désorbés puis transportés vers la colonne par le gaz vecteur pour analyse.
- dans un chromatographe en phase liquide : la fibre est introduite dans une chambre de désorption où la phase mobile de l'HPLC va éluer les analytes de la phase stationnaire pour les transporter vers la colonne pour analyse.

## Phase stationnaire
Les phases disponibles sont :
- le polydiméthylsiloxane (PDMS)
- le polyacrylate (PA), plus polaire
- le polydiméthylsiloxane-divinylbenzène (PDMS-DVB)

## Dispositifs

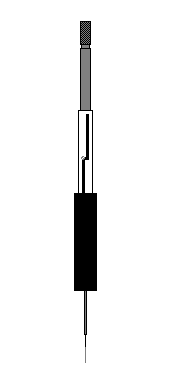
dispositif pour fibre SPME manuelle

La SPME peut être utilisée suivant deux dispositifs, un manuel et un automatique. Ce dernier utilise un injecteur automatique de CPG modifié.